# Прве српске поштанске марке
Прве српске поштанске марке су издате 1. јула 1866. По угледу на друге напредне земље, законом од 25. јануара 1866. преуређена је поштанска служба и уведено плаћање поштанских такси маркама. Употреба марака требало је да почне 13. маја 1866. али је Царска државна штампарија у Бечу, код које су штампане прве поштанске марке Кнежевине Србије, нешто задоцнила са испоруком па су прве поштанске марке могле бити пуштене у течај тек 13. јула 1866. Још једно кратко време, неке поште, најчешће јер их управа пошта није на време снабдела потребним количинама марака наплаћивале су таксу у готовом новцу (Рашка, Ивањица и др.). Отуда се налазе и писма са датумом после 1. јула по старом календару на којима нема поштанских марака већ је као доказ наплаћене таксе стављен жиг „Наплаћено”.
Србија је била једна од 22 (Немачка , Аустрија , Мађарска , Белгија , Данска, Египат, Шпанија, САД, Француска, Велика Британија , Грчка , Италија, Луксембург, Норвешка, Холандија, Португал, Румунија, Русија, Шведска, Швајцарска, Турска) земље које су се састале у Берну 1874. године и потписале конвенцију о оснивању данашњег Светског поштанског савеза. Делегат поштанске управе Србије био је Младен Радојковић који је већ стекао велико искуство у овој области јер је пре тога радио на закључењу споразума о увођењу телеграфа у Србију1854. године и израдио и потписао први билателарни споразум о међународној поштанској служби између Кнежевине Србије и Хабзбуршке монархије. За овај случај карактеристично је да у време оснивања Генералне поштанске уније Србија још није била суверена држава.

## Прва марка и прва серија
На првој српској марки приказан је тадашњи српски грб, изнад је стајао натпис „К. С. ПОШТА” (кнежевска српска пошта), а испод цена од једне паре. Те 1866. године издато је пет марака (цене су биле, редом: 1 пара, 2 паре, 10 пара, 20 пара и 40 пара).